# Adalbert Stifter
Adalbert Stifter (Oberplan, Boêmia, atual Horní Planá, na República Tcheca, 23 de outubro de 1805 – Linz, 28 de janeiro de 1868) foi um escritor, poeta, pintor e pedagogo austríaco, cujos romances de pureza quase clássica exaltam as virtudes humildes e sólidas de uma vida simples.

## Vida e obra
Stifter matriculou-se como estudante de Direito em Viena, mas não se formou. Em 1840, após vários anos de vida precária como um preceptor, artista e escritor, Stifter começou a publicar suas obras. Suas primeiras coletânea de contos incluíram Der Condor (1840), Feldblumen (1841 - Flores silvestres) e Die Mappe meines Urgrossvaters (1841-42 - A pasta de meu bisavô). Em Brigitta (1844) o elemento básico de suas obras maiores começou a emergir: uma unidade interna de paisagem e personagem que moldaria seus contos. As coletâneas de contos revisados Studien (1844-50 - Estudos), em seis volumes, e Bunte Steine (1853 - Pedras coloridas), trouxeram-lhe a fama. No importante prefácio a este último livro, expôs sua doutrina da “lei da gentileza” como princípio duradouro. 
Sua maior obra, o romance Der Nachsommer (1857 - O veranico), retrata o desenvolvimento de um homem jovem na paisagem rural tão cara a Stifter. Em seu épico em três volumes Witiko (1865-67), Stifter usou a história da Boêmia medieval como um símbolo para a luta humana por uma ordem justa e pacífica.
Sua saúde física e mental começou a declinar em 1863, e adoeceu gravemente de cirrose hepática em 1867. Em depressão profunda, cortou o pescoço com uma navalha na noite de 25 de janeiro de 1868 e morreu dois dias depois.
Sua novela Der Pförtner im Herrenhause (1852 - O porteiro no solar) narra a história de um homem que, abandonado pela mulher, passa a viver uma vida misteriosa e a criar sua filha como uma reclusa.